# Coeur fidèle
Coeur fidèle è un album di Zachary Richard, pubblicato da Audiogram Records nel 2000. Il disco fu registrato allo "Studio La Frette" di Parigi nel 1999.

## Tracce
1. Pagayez – 4:53 (Zachary Richard)
2. Un coeur fidèle – 4:18 (Zachary Richard)
3. Le paradis des strip-teaseuses – 4:02 (Zachary Richard)
4. Massachusetts – 5:15 (Zachary Richard)
5. Joe Ferraille – 3:50 (Zachary Richard)
6. Un autre baiser – 4:41 (Pierre Grosz, Zachary Richard)
7. Hootchie Kootchie pour toi – 3:39 (Zachary Richard)
8. Écrevisses – 4:30 (Zachary Richard)
9. Jésus en arrière – 4:52 (Zachary Richard)
10. Le blues du voyageur – 5:33 (Zachary Richard)
11. Réveille – 5:02 (Zachary Richard)
12. Contre vents, contre marées – 4:21 (Zachary Richard)

Edizione CD del 2008, pubblicato dalla Audiogram Canada Records
1. Pagayez – 4:52 (Zachary Richard)
2. Un coeur fidèle – 4:13 (Zachary Richard)
3. Le paradis des strip-teaseuses – 4:00 (Zachary Richard)
4. Massachusetts – 4:50 (Zachary Richard)
5. Joe Ferraille – 3:48 (Zachary Richard)
6. Un autre baiser – 4:40 (Pierre Grosz, Zachary Richard)
7. Hootchie Kootchie pour toi – 3:26 (Zachary Richard)
8. Écrevisses – 4:30 (Zachary Richard)
9. Jésus en arrière – 4:52 (Zachary Richard)
10. Le blues du voyageur – 5:29 (Zachary Richard)
11. Réveille – 5:07 (Zachary Richard)
12. Contre vents, contre marées – 4:27 (Zachary Richard)
13. Dans mon rêve – 4:37 (Zachary Richard)
14. La Ballade de DI 8-153 – 4:59 (Zachary Richard)
15. Ekuan Ishpesh – 4:34 (Zachary Richard)
16. La ballade Françoise Paradis – 5:29 (Zachary Richard)
17. Île dernière – 5:16 (Zachary Richard)
18. Ô, Jésus – 4:34 (Zachary Richard)
19. Je Voudrais Aimer – 4:13 (Zachary Richard)
20. La ballade de Jackie Vautour – 4:12 (Zachary Richard)
21. La liberté – 4:06 (Zachary Richard)
22. La promesse cassée – 4:54 (Francis Cabrel, Zachary Richard)
23. Le souvenir – 4:57 (Zachary Richard)
24. Lumière dans le noir – 4:04 (Zachary Richard)
25. Ma maison ètrangère – 4:43 (Zachary Richard)
26. Mama luna – 4:43 (Zachary Richard)

## Musicisti
- Zachary Richard  - accordion, pianoforte
- Éric Sauviat  - chitarra, dobro
- Bill Dillon  - chitarra, mandolino, guitorgan, basso, pianoforte
- Rick Haworth  - chitarra lap steel, mandolino
- Freddie Koella  - chitarra, violino
- Olivier Bloch-Lainé - chitarra acustica
- Arnaud Dunoyer de Ségonzac  - organo hammond B-3
- Jean Gobinet - tromba
- Damien Verhervé - trombone
- Pierre Mimran - sassofono
- Laurent Vernerey  - basso
- Marc Lessard  - batteria
- Silvano Michelino - percussioni
- Denis Benaroch  - percussioni
- Mathieu McKenzie  - accompagnamento vocale, coro
- Kim Fontaine  - accompagnamento vocale, coro
- Germain Hervieux  - accompagnamento vocale, coro
- Samuel Pinette  - accompagnamento vocale, coro
- Florent Vollant  - accompagnamento vocale, coro
- Lina Boudreau  - accompagnamento vocale, coro
- Linda Benoy  - accompagnamento vocale, coro
- Isabelle Boulay  - accompagnamento vocale, coro
- Patsy Gallant  - accompagnamento vocale, coro